# Географические домены в России

## Домены для регионов России и их столиц
В этом списке находятся только официальные домены.
| Название региона                         | Столица                  | Домен                                  |
| ---------------------------------------- | ------------------------ | -------------------------------------- |
| Республика Адыгея                        | Майкоп                   | .adygeya.ru                            |
| Республика Алтай                         | Горно-Алтайск            | нет доменов                            |
| Республика Башкортостан                  | Уфа                      | .bashkiria.ru, .ufa.ru                 |
| Республика Бурятия                       | Улан-Удэ                 | .buryatia.ru, .ulan-ude.ru             |
| Республика Дагестан                      | Махачкала                | .dagestan.ru                           |
| Республика Ингушетия                     | Магас                    | нет доменов                            |
| Кабардино-Балкарская Республика          | Нальчик                  | .nalchik.ru                            |
| Республика Калмыкия                      | Элиста                   | .kalmykia.ru                           |
| Карачаево-Черкесская Республика          | Черкесск                 | .kchr.ru                               |
| Республика Карелия                       | Петрозаводск             | .karelia.ru, .ptz.ru                   |
| Республика Коми                          | Сыктывкар                | .rkomi.ru                              |
| Республика Крым                          | Симферополь              | .com.ru, .crimea.ru                    |
| Республика Марий Эл                      | Йошкар-Ола               | .mari-el.ru, .joshkar-ola.ru, .mari.ru |
| Республика Мордовия                      | Саранск                  | .mordovia.ru                           |
| Республика Саха (Якутия)                 | Якутск                   | .yakutia.ru                            |
| Республика Северная Осетия — Алания      | Владикавказ              | .vladikavkaz.ru                        |
| Республика Татарстан                     | Казань                   | .tatarstan.ru, .kazan.ru, .tatar       |
| Республика Тыва                          | Кызыл                    | .tuva.ru                               |
| Удмуртская Республика                    | Ижевск                   | .udmurtia.ru, .udm.ru, .izhevsk.ru     |
| Республика Хакасия                       | Абакан                   | .khakassia.ru                          |
| Чеченская Республика                     | Грозный                  | .grozny.ru                             |
| Чувашская Республика                     | Чебоксары                | .chuvashia.ru                          |
| Алтайский край                           | Барнаул                  | .altai.ru                              |
| Забайкальский край                       | Чита                     | .chita.ru                              |
| Камчатский край                          | Петропавловск-Камчатский | .kamchatka.ru                          |
| Краснодарский край                       | Краснодар                | .kuban.ru, .krasnodar.su               |
| Красноярский край                        | Красноярск               | .krasnoyarsk.ru                        |
| Пермский край                            | Пермь                    | .perm.ru                               |
| Приморский край                          | Владивосток              | .marine.ru, .vladivostok.ru, .vl.ru    |
| Ставропольский край                      | Ставрополь               | .stavropol.ru, .stv.ru                 |
| Хабаровский край                         | Хабаровск                | .khabarovsk.ru, .khv.ru                |
| Амурская область                         | Благовещенск             | .amur.ru                               |
| Архангельская область                    | Архангельск              | .arkhangelsk.ru                        |
| Астраханская область                     | Астрахань                | .astrakhan.ru                          |
| Белгородская область                     | Белгород                 | .belgorod.ru                           |
| Брянская область                         | Брянск                   | .bryansk.ru                            |
| Владимирская область                     | Владимир                 | .vladimir.ru                           |
| Волгоградская область                    | Волгоград                | .volgograd.ru, .tsaritsyn.ru, .vlg.ru  |
| Вологодская область                      | Вологда                  | .vologda.ru                            |
| Воронежская область                      | Воронеж                  | .voronezh.ru, .vrn.ru, .cbg.ru         |
| Ивановская область                       | Иваново                  | .ivanovo.ru                            |
| Иркутская область                        | Иркутск                  | .irkutsk.ru, .irk.ru                   |
| Калининградская область                  | Калининград              | .koenig.ru                             |
| Калужская область                        | Калуга                   | .kaluga.ru                             |
| Кемеровская область                      | Кемерово                 | .kemerovo.ru                           |
| Кировская область                        | Киров                    | .kirov.ru, .vyatka.ru                  |
| Костромская область                      | Кострома                 | .kostroma.ru                           |
| Курганская область                       | Курган                   | .kurgan.ru                             |
| Курская область                          | Курск                    | .kursk.ru                              |
| Ленинградская область                    | —                        | нет доменов                            |
| Липецкая область                         | Липецк                   | .lipetsk.ru                            |
| Магаданская область                      | Магадан                  | .magadan.ru                            |
| Московская область                       | —                        | .mosreg.ru                             |
| Мурманская область                       | Мурманск                 | .murmansk.ru                           |
| Нижегородская область                    | Нижний Новгород          | .nn.ru                                 |
| Новгородская область                     | Великий Новгород         | .nov.ru                                |
| Новосибирская область                    | Новосибирск              | .nsk.ru, .novosibirsk.ru               |
| Омская область                           | Омск                     | .omsk.ru                               |
| Оренбургская область                     | Оренбург                 | .orb.ru                                |
| Орловская область                        | Орёл                     | .oryol.ru                              |
| Пензенская область                       | Пенза                    | .penza.ru                              |
| Псковская область                        | Псков                    | .pskov.ru, .psk.ru, .psk               |
| Ростовская область                       | Ростов-на-Дону           | .rnd.ru                                |
| Рязанская область                        | Рязань                   | .ryazan.ru                             |
| Самарская область                        | Самара                   | .samara.ru                             |
| Саратовская область                      | Саратов                  | .saratov.ru                            |
| Сахалинская область                      | Южно-Сахалинск           | .sakhalin.ru, .yuzhno-sakhalinsk.ru    |
| Свердловская область                     | Екатеринбург             | .ekburg.ru, .екатеринбург.рф           |
| Смоленская область                       | Смоленск                 | .smolensk.ru                           |
| Тамбовская область                       | Тамбов                   | .tambov.ru                             |
| Тверская область                         | Тверь                    | .tver.ru                               |
| Томская область                          | Томск                    | .tomsk.ru, .tsk.ru, .tom.ru            |
| Тульская область                         | Тула                     | .tula.ru                               |
| Тюменская область                        | Тюмень                   | .tyumen.ru                             |
| Ульяновская область                      | Ульяновск                | .simbirsk.ru                           |
| Челябинская область                      | Челябинск                | .chelyabinsk.ru, .chel.ru              |
| Ярославская область                      | Ярославль                | .yaroslavl.ru                          |
| Москва                                   | Москва                   | .msk.ru, .moscow, .москва              |
| Санкт-Петербург                          | Санкт-Петербург          | .spb.ru                                |
| Севастополь                              | Севастополь              | .sevastopol.ru, .sev.ru                |
| Еврейская автономная область             | Биробиджан               | .bir.ru, .jar.ru                       |
| Ненецкий автономный округ                | Нарьян-Мар               | нет доменов                            |
| Ханты-Мансийский автономный округ — Югра | Ханты-Мансийск           | .surgut.ru                             |
| Чукотский автономный округ               | Анадырь                  | .chukotka.ru                           |
| Ямало-Ненецкий автономный округ          | Салехард                 | .yamal.ru, .jamal.ru                   |

## Географические доменные имена второго уровня в домене .РФ
Согласно Концепции регистрации доменных имен второго уровня в домене .рф для государственных нужд должны быть зарегистрированы доменные имена обл.рф, область.рф, край.рф, округ.рф, республика.рф, а также доменные имена, соответствующие наименованиям субъектов Российской Федерации.